# Pier Luigi Celata
Pier Luigi Celata (Pitigliano, 23 gennaio 1937) è un arcivescovo cattolico italiano, dal 20 dicembre 2014 vice camerlengo emerito della Camera Apostolica.

## Biografia
Nasce a Pitigliano, in provincia di Grosseto e diocesi di Pitigliano-Sovana-Orbetello, il 23 gennaio 1937.
L'8 ottobre 1961 è ordinato presbitero per la diocesi di Pitigliano.
Il 12 dicembre 1985 papa Giovanni Paolo II lo nomina arcivescovo titolare di Doclea e nunzio apostolico a Malta; riceve l'ordinazione episcopale il 6 gennaio 1986, per l'imposizione delle mani dello stesso pontefice, cohconsacranti i cardinali Agostino Casaroli e Bernardin Gantin. Il 7 maggio 1988 viene nominato anche nunzio apostolico nella Repubblica di San Marino, e il 26 giugno 1992 anche nunzio apostolico in Slovenia.
Il 6 febbraio 1995 viene trasferito alla nunziatura apostolica in Turchia, e dal 3 aprile 1997 è anche nunzio in Turkmenistan.
Il 3 marzo 1999 diventa nunzio apostolico in Belgio e Lussemburgo.
Il 14 novembre 2002 è nominato segretario del Pontificio consiglio per il dialogo interreligioso, incarico che mantiene fino al 30 giugno 2012.
Il 23 luglio 2012 papa Benedetto XVI lo nomina vice camerlengo della Camera Apostolica, il 28 luglio membro della Congregazione per i vescovi.
Il 20 dicembre 2014 gli succede nell'incarico di vice camerlengo l'arcivescovo Giampiero Gloder.

## Genealogia episcopale e successione apostolica
La genealogia episcopale è:
- Cardinale Scipione Rebiba
- Cardinale Giulio Antonio Santori
- Cardinale Girolamo Bernerio, O.P.
- Arcivescovo Galeazzo Sanvitale
- Cardinale Ludovico Ludovisi
- Cardinale Luigi Caetani
- Cardinale Ulderico Carpegna
- Cardinale Paluzzo Paluzzi Altieri degli Albertoni
- Papa Benedetto XIII
- Papa Benedetto XIV
- Papa Clemente XIII
- Cardinale Enrico Benedetto Stuart
- Papa Leone XII
- Cardinale Chiarissimo Falconieri Mellini
- Cardinale Camillo Di Pietro
- Cardinale Mieczysław Halka Ledóchowski
- Cardinale Jan Maurycy Paweł Puzyna de Kosielsko
- Arcivescovo Józef Bilczewski
- Arcivescovo Bolesław Twardowski
- Arcivescovo Eugeniusz Baziak
- Papa Giovanni Paolo II
- Arcivescovo Pier Luigi Celata

La successione apostolica è:
- Arcivescovo Paolo Giglio (1986)